# Breviks kommun
Breviks kommun (norska: Brevik kommune) var en kommun (stadskommun, norska: bykommune) i Telemark fylke i södra Norge. Kommunen omfattade staden Brevik som samtidigt utgjorde kommunens centralort.

## Administrativ historik
Breviks kommun upprättades den 1 januari 1838 (som Brevig formannskapsdistrikt) när Formannskapslovene från 1837 trädde i kraft. 
Den 1 januari 1964 gick kommunen upp i Porsgrunns kommun. Kommunens hade då 2 498 invånare.

## Kommunvapen
Blasonering: Tre sølv bjelker på blå bunn.
(I blått fält tre bjälkar av silver.)
Kommunvapnet godkändes genom kunglig resolution den 14 maj 1954. Motivet ska symbolisera sjöfarten och virkeshandeln som låg till grund för platsen i äldre tid.

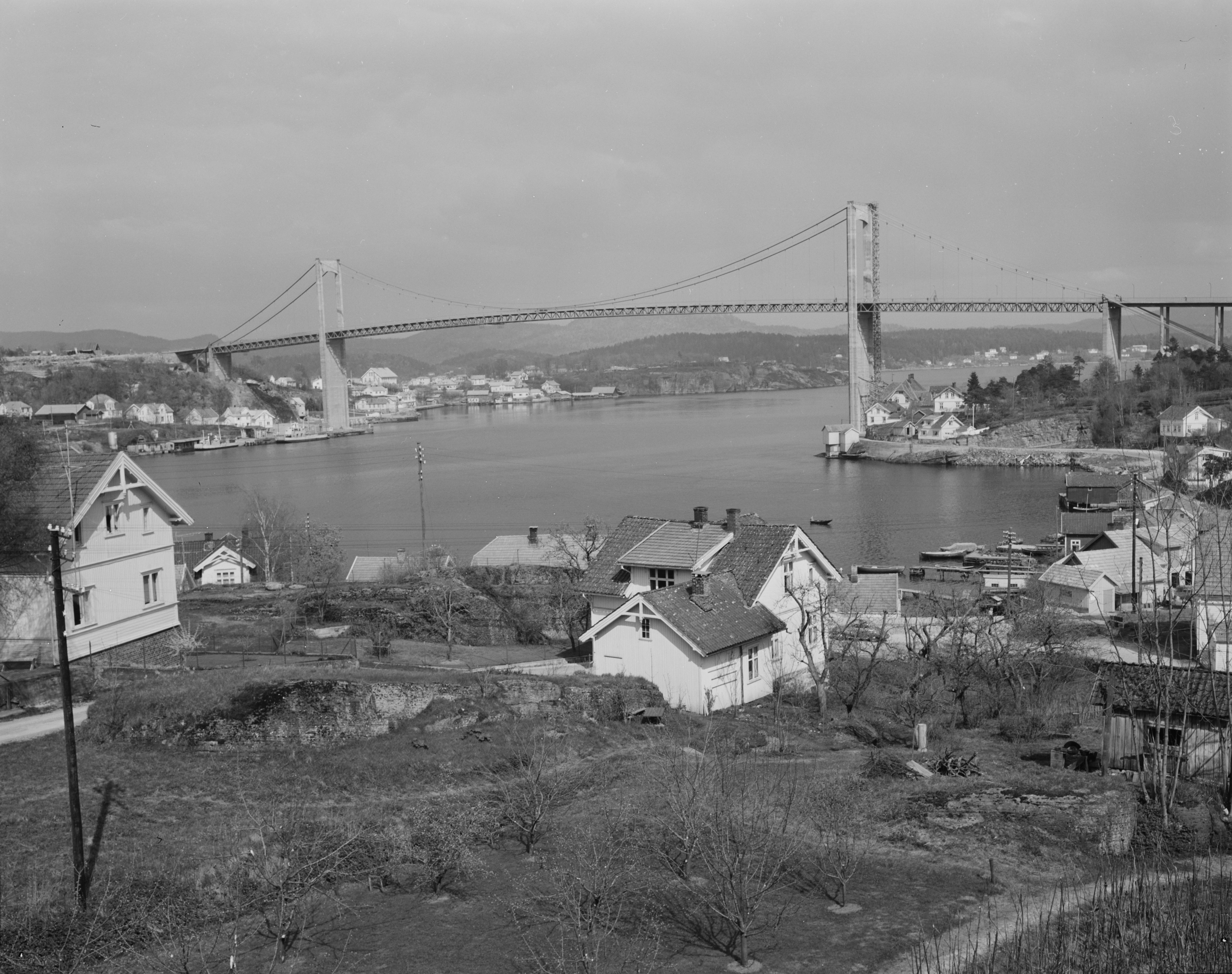
Brevik med Breviksbron mot Stathelle i bakgrunden.